# Slovakiaring

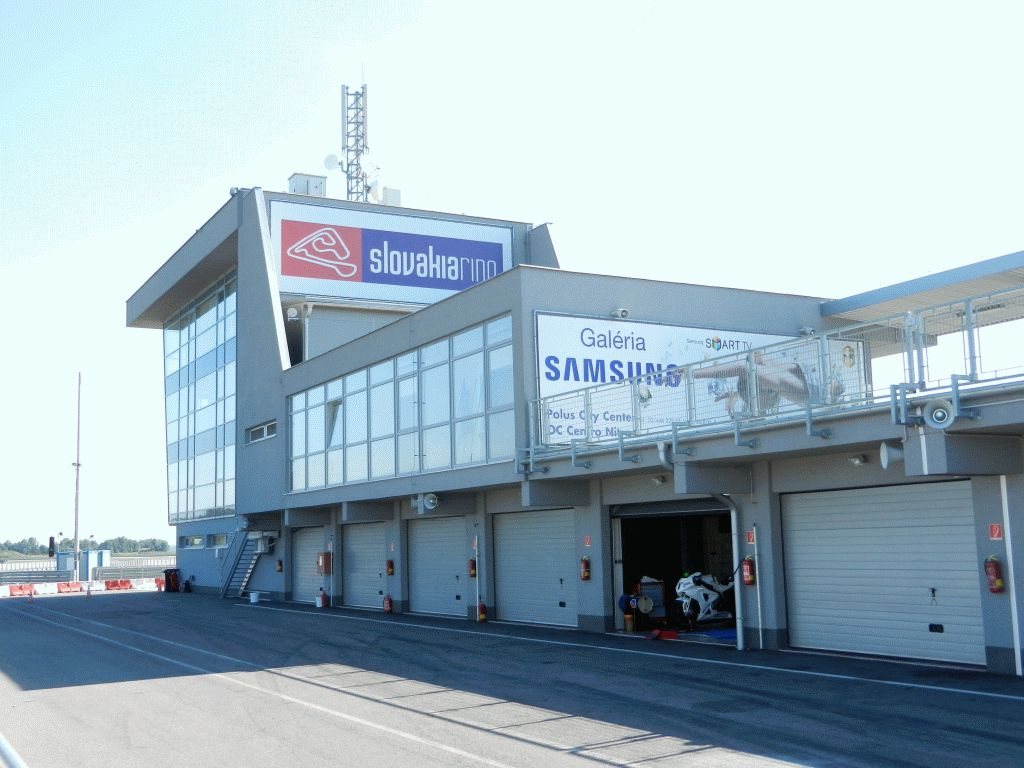
Slovakiaring

Slovakiaring je závodní okruh na Slovensku, nacházející se v katastru obce Orechová Potôň v okrese Dunajská Streda. Okruh je vůbec prvním svého charakteru na Slovensku.
Stavba okruhu začala v říjnu 2008 a slavnostně byl otevřen 1. října 2009. Stavba stála přibližně 21,6 mil. Eur . Jako část celého sportovního zařízení měla být v roce 2011 otevřená také Offroadová trať (dlouhá 1,5 km) a motokárová dráha (délka 800 metrů).

## Parametry
- Délka tratě: 5 922 m (při nejdelší variantě)
- Šířka tratě: 12 m.
- Délka cílové rovinky: 900 m
- Šířka cílové rovinky: 20 m
- Délka akcelerační testovací dráhy: 1 144 m
- Šířka akcelerační testovací dráhy: 20 m

Trať lze nastavit různými způsoby, v případě nejdelší varianty obsahuje trať šest levotočivých a pět pravotočivých zatáček, jednu šikanu a sedm rovinek. Trať se dá postavit šesti různými způsoby od 2,63 do 5,92 km.